# Otte Knudsen Rud
Otte Knudsen Rud, född 15 maj 1520, död 11 oktober 1565, var en dansk amiral.
Vid ett slag 7 juli 1565 mellan Bornholm och Rügen ingående i nordiska sjuårskriget besegrade en svensk sjöstyrka omfattande 46 fartyg under befäl av amiralen Klas Horn en kombinerad dansk (21 skepp) och lübsk (17 skepp) styrka under befäl av Rud. Rud blev sårad i slaget och hans styrka förlorade 3 skepp och cirka 4 000 man.